# Tääksi oja
Tääksi oja (även Mädaoja) är 15 km långt vattendrag i landskapet Viljandimaa i centrala Estland. Ån är ett sydligt vänsterbiflöde till Navesti jõgi och den ingår i Pärnus avrinningsområde. Källan ligger vid byn Välgita i Viljandi kommun. Den rinner norrut, bland annat igenom byn Tääksi i Suure-Jaani kommun. Sammanflödet med Navesti jõgi är vid byn Kurnuvere. Pelda oja är en västligt vänsterbiflöde som är 14 km långt.